# Linha discada

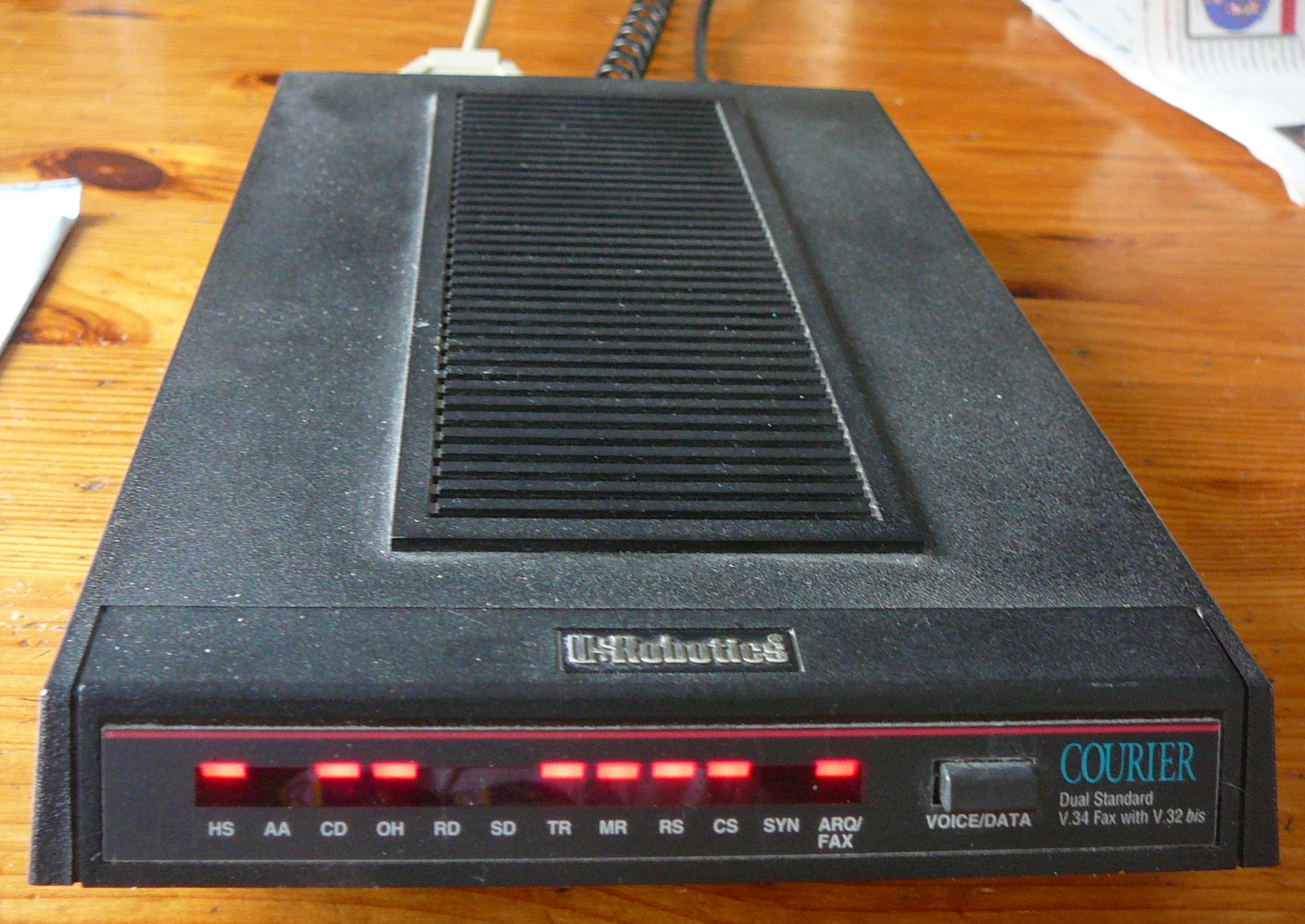
Um modem ligado.

Linha discada, dial-up internet access, internet discada, ou simplesmente dial-up, é uma forma de acesso à internet que usa a rede pública de telefonia comutada para estabelecer uma conexão com um Provedor de acesso à internet através de um número de telefone para com uma linha de telefone. O computador do usuário ou roteador utiliza um modem para encodificar e decodificar a informação em sinais de áudio. Apesar da proliferação da internet de alta velocidade (banda larga), o uso da linha discada pode ser utilizado quando não existem outras formas de conexão, ou quando essa é muito cara, como em zonas rurais ou lugares remotos.
A internet discada existe desde 1980 por vias de provedores públicos como a universidades interligadas ao National Science Foundation Network (NSFNET), tendo
sida primeiramente comercializada pela Sprint Corporation em Julho de 1992. Foi o método mais comum de conexão à internet entre meados da década de 1990 e década de 2000.  
De acordo com a Comissão Federal de Comunicações dos Estados Unidos, o uso da internet discada nos Estados Unidos era de 6% em 2010. Em 2013, o número caiu para 3%.

## Uso
Apesar de ser a maneira pioneira de acesso à internet, a conexão discada está perdendo cada vez mais espaço, devido à massificação de acessos de banda larga, como DSL, ADSL, ligações por cabo e por rádio, entre outros tipos de conexões, e também por causa da velocidade da conexão (máximo de 56,6 kbps), que é baixíssima em relação a outros tipos de conexões.

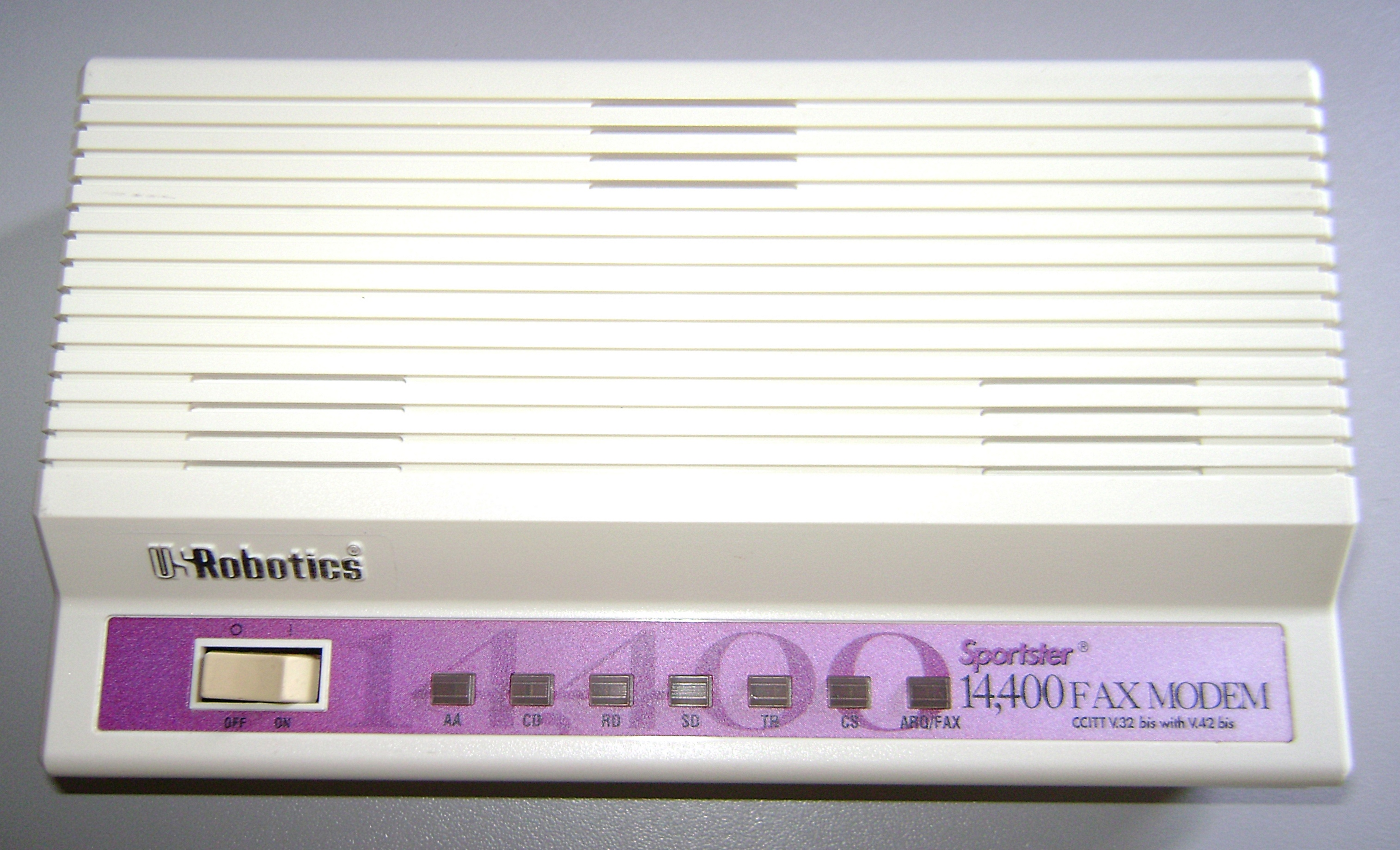
Um fax modem antigo (1994) que era usado para a conexão discada.

Ainda assim, a internet discada ainda é utilizada em áreas onde a banda larga não está disponível ou não é viável, enquanto a rede telefônica abrange áreas muito maiores. A linha discada também é uma alternativa de custo possivelmente menor à banda larga ou uso temporário da Internet num local.
Através de dial-up também se pode aceder a computadores não ligados à Internet, como é o caso das BBS, por exemplo.

## Velocidade
Existem meios de aumentar a velocidade da linha discada, como utilizar compressão de dados ou agregar mais linhas telefônicas. Pode-se juntar diversos modems e linhas telefônicas num mesmo computador utilizando software, como midpoint; multiplicando-se assim a velocidade pela quantidade de linhas e modens, duas linhas de 56k teriam a capacidade total de 112k, por exemplo. Apesar de ter sido usado no passado, quando não existiam alternativas, hoje em dia este método custa mais caro do que outras tecnologias.
Existem também hardwares usados na compressão dos dados, que possibilitam um aumento significativo de velocidade para a navegação na internet, por exemplo. Este hardware de compressão pode tanto ser utilizado pelo usuário ou pelo próprio servidor, como faz o Netscape ISP nos Estados Unidos para atingir velocidades de até 1000 kbit/s numa linha telefônica.

## Classificações
|                                                           |                     |  |  |  |  |
| Modem 110 baud                                            | 0.11 kbit/s         |  |  |  |  |
| Modem 300 (300 baud) (Bell 103 or V.21)                   | 0.3 kbit/s          |  |  |  |  |
| Modem 1200 (600 baud) (Bell 212A or V.22)                 | 1.2 kbit/s          |  |  |  |  |
| Modem 2400 (600 baud) (V.22bis)                           | 2.4 kbit/s          |  |  |  |  |
| Modem 2400 (1200 baud) (V.26bis)                          | 2.4 kbit/s          |  |  |  |  |
| Modem 4800 (1600 baud) (V.27ter)                          | 4.8 kbit/s          |  |  |  |  |
| Modem 9600 (2400 baud) (V.32)                             | 9.6 kbit/s          |  |  |  |  |
| Modem 14.4 (2400 baud) (V.32bis)                          | 14.4 kbit/s         |  |  |  |  |
| Modem 28.8 (3200 baud) (V.34)                             | 28.8 kbit/s         |  |  |  |  |
| Modem 33.6 (3429 baud) (V.34)                             | 33.6 kbit/s         |  |  |  |  |
| Modem 56k (8000/3429 baud) (V.90)                         | 56.0/33.6 kbit/s    |  |  |  |  |
| Modem 56k (8000/8000 baud) (V.92)                         | 56.0/48.0 kbit/s    |  |  |  |  |
| Compressão por hardware (variável) (V.90/V.42bis)         | 56.0-220.0 kbit/s   |  |  |  |  |
| Compressão por hardware (variável) (V.92/V.44)            | 56.0-320.0 kbit/s   |  |  |  |  |
| Compressão do servidor para web (variável) (Netscape ISP) | 100.0-1000.0 kbit/s |  |  |  |  |

## Alternativas à Conexão Discada
Existem também no Brasil Conexões 2G/3G/4G/5G com planos pré-pagos das quatro principais operadoras de telefonia móvel no Brasil com reduções de velocidade similares à conexão discada.
Na segunda metade da década de 2000, a conexão discada começava gradualmente a perder espaço para a banda larga no Brasil. Em 2007, 50% dos usuários de internet no país usavam banda larga enquanto 44% usavam conexão discada. Em 2005, os números eram 41,2% e 52,1%, respectivamente. Em 2008, 42% dos usuarios de internet no país usavam conexão discada, o que ainda era um número significativo. Mas em regiões do Brasil onde a banda larga era cara, não tinham infraestrutura, o acesso discado ainda era predominante como no Nordeste que em 2008 o acesso por internet discada era de 47% e os usuarios de banda larga eram de 46%.
Mesmo com todos os avanços da banda larga no Brasil, dados da Anatel em abril de 2014 revelaram que 7% dos domicílios com acesso à Internet ainda entram por conexão discada.

## Nos jogos eletrônicos
Jogos eletrônicos mais antigos lançados no final dos anos 90 e no começo dos anos 2000 como EverQuest, Red Faction, Warcraft 3, Final Fantasy XI, Phantasy Star Online, Guild Wars, Unreal Tournament, Halo: Combat Evolved, Audition, Quake 3: Arena, e Ragnarok Online, são capazes de rodar em uma conexão discada. Os primeiros videogames a permitir acesso a internet, o Dreamcast e o PlayStation 2, suportavam  acesso à internet discada, bem como o GameCube possuía a capacidade de utilizar uma conexão discada ou banda larga, apesar de que isto foi usado em poucos jogos. O Xbox original já requisitava uma internet banda larga. Muitos jogos de computadores lançados desde meados de 2000 não incluem uma opção para usar a dial-up. No entanto, existem algumas exceções, como Vendetta Online, que ainda pode ser jogado online em uma internet discada.